# Jack & Jones
Jack & Jones – marka odzieży męskiej, sprzedawana w ponad 1000 sklepach na całym świecie. Należy do duńskiej spółki Bestseller zarządzanej przez Andersa Holcha Povlsena od 2000 roku.

## Historia Jack & Jones
Marka Jack & Jones została wprowadzona przez Bestseller w 1990 roku, a pierwszy sklep został otwarty w Norwegii w 1991 roku. Grupą celową dla tej marki są mężczyźni w wieku 16-30, a jej styl jest opisywany jako nowoczesny, nieformalny i casualowy. Marka ta jest znana głównie z produkcji jeansów, a główna część kolekcji jest projektowana przez włoskich designerów we włoskiej fabryce jeansów. 
W połowie 2018 roku wprowadzono kolekcję ubrań w rozmiarze plus dla większych mężczyzn. Wszystkie popularne modele są dostępne w rozmiarach od XL do 6XL. Poszerzono także asortyment o kolekcję dla dzieci i młodzieży, która obejmuje ubrania w małych rozmiarach od 128 do 176 (8-16 lat).

## Działalność w Europie
Sklepy sprzedające ubrania marki Jack & Jones znajdują się w Niemczech, Francji, Holandii, Danii, Szwecji, Norwegii, Finlandii, Włoszech, Hiszpanii, Belgii, Szwajcarii, Austrii, Wielkiej Brytanii i Irlandii. W Polsce funkcjonują 4 sklepy. 